# ژانگ لی (بازیکن بیسبال)
ژانگ لی (انگلیسی: Zhang Li؛ زادهٔ ۳ فوریهٔ ۱۹۸۰) بازیکن بیسبال اهل چین بود. در بازی‌های المپیک تابستانی ۲۰۰۸ شرکت کرده‌است.